# Wiener Sport-Club
Il Wiener Sport-Club, spesso abbreviato in Wiener SC o WSC, è un club polisportivo austriaco, con sede a Vienna. Essendo stato fondato nel 1883 è uno dei più antichi del Paese. I colori sociali sono il bianco e nero.
Nel corso degli anni sono state attive diverse sezioni all'interno del club. Attualmente il Wiener Sport-Club possiede una sezione di scherma, una di ciclismo, una di sport acquatici, una di squash e una di pallanuoto. In passato sono esistite anche sezioni di pugilato, lotta, pallamano, atletica, hockey su prato, tennis e calcio. Quest'ultima si è resa indipendente dal resto della società nel 2001 con il nuovo nome di Wiener Sportklub.

## Storia
La polisportiva fu fondata nel 1883 sotto il nome di Wiener Cyclisten-Club. Il primo presidente fu Lenz; altri soci fondatori furono Fritz Satzinger (cassiere), Eduard Engelmann junior, J. Bader (segretario) e F. Opitz, così registrava l'Allgemeinen Sport-Zeitung dell'8 marzo. La sezione di scherma fu inaugurata nel 1890, mentre nel 1895 fu aperta la sede di Rötzergasse 6.
Nel 1907 la società si fuse con il Wiener Sportvereinigung, acquisendo così la sezione calcistica e cambiando nome in Wiener Sport-Club. Fino al secondo dopoguerra la sezione ciclistica fu la più importante insieme a quella calcistica. Nel 1932 i ciclisti del club avevano conquistato un totale di 170 titoli, dei quali 72 primi posti. Il più famoso ciclista austriaco in questo periodo era Franz Dusika, al quale è intitolato oggi un palazzetto dello sport a Vienna.
La squadra di calcio entrò a fare parte della Wiener Fußball-Verband nel 1924, divenendo un club professionistico. Aveva già conquistato il titolo nazionale nel 1921-1922 e la coppa nel 1922-1923, oltre a essere stata una delle formazioni più vincenti agli albori del calcio in Austria. Nel 1909 e 1911 aveva raggiunto la finale di Challenge-Cup, vincendo il trofeo in quest'ultima edizione.
Nel 1950-1951 la squadra di pallacanestro si laureò campione d'Austria. Oggi non è più attiva. Lo schermidore del Wiener Sport-Club Roland Losert vinse il titolo mondiale nel 1963.
Nel 2001 è stata riattivata la sezione ciclistica, che non era più stata attiva dalla fine della seconda guerra mondiale. Nello stesso anno la sezione calcio è divenuta un club autonomo sotto la denominazione di Wiener Sportklub.
Il 24 febbraio 2005 è stata ianugurata la sezione di pallanuoto, o Sezione acqua sportiva. Per la stagione 2012-2013 sono attive due squadre, una Under-15 e una Under-13.

## Colori e simboli
I colori sociali del club sono il bianco e il nero.
Il simbolo tradizionalmente associato al club è una bandiera a strisce orizzontali bianche e nere, con la sigla W.S.C. nel cantone.

## Strutture

### Stadio
L'impianto utilizzato dal club è il Wiener Sportclub-Platz, noto anche come WSC-Platz, situato nelle vicinanze della sede. Fu aperto nel 1904 ed è il più vecchio stadio austriaco ancora utilizzato per il calcio.
La struttura calcistica ha una capacità di 8.700 spettatori e le dimensioni del terreno di gioco sono di 105 x 68 metri. L'ultima ristrutturazione risale al 1984.

## Società
Il Wiener Sport-Club è una società di azionariato popolare. L'assemblea dei soci (Mitgliederversammlung) è convocata almeno una volta l'anno. Il consiglio d'amministrazione (Vorstand) comprende i presidenti e vice-presidenti delle diverse sezioni, il responsabile delle finanze, il segretario e il cassiere e i rispettivi vice, oltre ai direttori sportivi delle sezioni e a un massimo di cinque altri soci. Il Präsidium è invece composto dai presidenti e vice-presidenti delle diverse sezioni sportive del club.